# Sipaneopsis cururuensis
Sipaneopsis cururuensis är en måreväxtart som beskrevs av Joseph Harold Kirkbride. Sipaneopsis cururuensis ingår i släktet Sipaneopsis och familjen måreväxter. Inga underarter finns listade i Catalogue of Life.